# Вільям Пейлі (філософ)
Ві́льям Пе́йлі (англ. William Paley; липень 1743 — 25 травня 1805) — англійський філософ, християнський апологет.
Відомий своїм аргументом на користь розумного задуму в природі. У книзі «Природна теологія» (1802 р.) стверджує, що подібно до того, як складний годинковий механізм передбачає існування годинникаря, який створив його, так організованість і доцільність, що панують у світі, підтверджують існування великого Творця — Бога.